# Zion & Lennox
Zion e Lennox sono un duo reggaeton formatosi nel 2001. È composto da Felix Gerardo Ortiz "Zion" e Gabriel Enrique Pizarro "Lennox". entrambi di Carolina, Porto Rico. Nel novembre 2024, il duo Zion & Lennox ha annunciato la separazione, dopo due decenni di collaborazione.

## Storia
Zion & Lennox iniziano il loro sodalizio musicale agli inizi del XXI secolo, emergendo dalla scena underground con il loro primo album Motivando a la Yal del 2004. Ma è soltanto con l'album Motivan2 che raggiungeranno un grande successo in termine di vendite.

## Discografia
- 2004 – Motivando a la Yal
- 2010 – Los verdaderos
- 2016 – Motivan2
- 2021 – El sistema